# El Noroeste (1896)
El Noroeste va ser un diari que es va editar a La Corunya entre 1896 i 1934.

## Història
Aparegué el 31 de desembre de 1896, amb el subtítol Diario católico regionalista, que recollia la tendència del diari: catòlica i regionalista. Fou fundat per José Lombardero Franco, que fou el seu primer director. A aquest el van succeir José Pan de Soraluce i José García Acuña. També fou dirigit durant un breu període per Wenceslao Fernández Flórez.
Entre els col·laboradors del diari figuren Antón Villar Ponte, Manuel Lugrís Freire i Roberto Blanco Torres.
A principis de 1918 fou adquirit amb diners de la Lliga i les gestions de Pere Muntañola i Carné canviant la línia editorial. La majoria dels redactors abandonaren el diari per fundar El Orzán. Passà a ocupar la direcció fàctica Antón Villar Ponte, després fou director José García Acuña. En 1921 aparegueren una sèrie de cròniques des de Marroc de Valentín Paz Andrade.
Entre 1917 i 1919 publicà un suplement de quatre pàgines titulat: ¡Terra a Nosa!, transformat poc després en Bibrioteca popular galega. Hi foren publicats Contos da forxa d'Uxío Carré Aldao, O castro de Cañás (Boicentril) de Francisco Tettamancy Gastón, Frores do noso paxareco de Francisca Herrera Garrido i Da raza d'Uxío Carré Alvarellos.
Entre el 10 de setembre de 1918 i el 18 de novembre de 1919 publica un suplement literari titulat: Nós. Páxinas gallegas do diario da Cruña El Noroeste, amb capçalera de Castelao (des del segon número, del 17 de setembre), que segons Filgueira Valverde seria precursor, en cert sentit, de la revista Nós.

### El Noroesteen la II República
Durant la República fou adquirit pel Partit Republicà Radical Socialista en gener de 1932 i es convertí en el seu òrgan. El 27 de gener canvià de format i de subtítol, passant a ser Diario de la República. Órgano del Partido Radical-Socialista. Va estar dirigit per Jesús Mejuto Vázquez. En febrer de 1933 es tornà a fer càrrec de la direcció Roberto Blanco Torres. Va interrompre la seva publicació el 4 de febrer de 1934, però la va reprendre al cap d'uns dies. En 1934, en enfonsar-se el PRRS i passar l'organització corunyesa a Unió Republicana, El Noroeste es convertí en portaveu d'aquest partit.